# Neštovice
Neštovice jsou virová onemocnění projevující se vyrážkou a strupy na kůži. Existují různé typy této choroby, ale choroba má i vymřelé linie. Nejznámější formy u lidí jsou pravé neštovice a plané neštovice. U zvířat hovězí dobytek napadající kravské neštovice, neštovice ovcí a koz a neštovice ptáků.

## Pravé neštovice

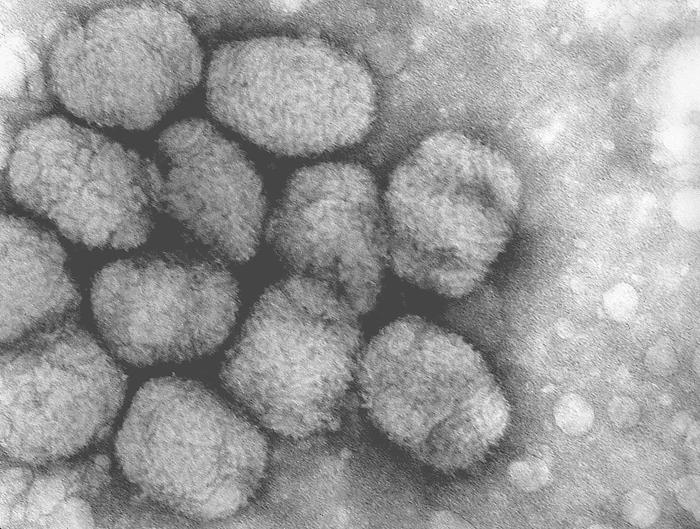
Virus neštovic

Pravé neštovice (Variola) jsou vysoce nakažlivým onemocněním s vysokou úmrtností (u některých kmenů se blíží 100 %). Přeživší pacienti bývali často nadosmrti poznamenáni drobnými jizvami.
Odhaduje se, že jen během 20. století tato choroba zahubila 300–500 milionů lidí. Ještě v roce 1967 onemocnělo 15 miliónů lidí a 2 milióny jich zemřelo. O deset let později se tato nemoc stala na dlouhou dobu (do roku 2010, kdy byl vymýcený mor skotu) jedinou na světě, kterou se soustředěným úsilím a celosvětovým očkovacím programem podařilo zcela vymýtit. Poslední známý případ této nemoci pochází z roku 1977. Po ukončení tohoto eradikačního programu (program na vymýcení nemoci) roku 1980, kdy WHO prohlásilo pravé neštovice za zcela vyhubené, bylo rozhodnuto zničit všechny laboratorní vzorky původce choroby, zůstat měly pouze ve dvou laboratořích – jedna v USA (jsou přechovávány v CDC v Atlantě) a jedna v SSSR. Podle nepotvrzených informací Kanatžana Alibekova však SSSR ještě v 70. a 80. letech prováděl pokusy s cílem ještě zvýšit nebezpečnost tohoto viru a měl vyrobit značné množství biologických zbraní založených na jeho bázi.
Neštovice se považují za jednu z nejvýznamnějších příčin úspěchu španělských a dalších evropských kolonizátorů v Americe. Právě fakt, že s sebou na americký kontinent přivlekli svoje nemoce, zejména pravé neštovice, vedl k tomu, že panenská populace Indiánů byla v klíčových oblastech během několika desítek let zredukována o 90 %. Evropané se chopili příležitosti a minimálně v jednom případě použili na podporu svého postupu neštovice jako biologické zbraně (v roce 1763 britský velitel obležené pevnosti Fort Pitt daroval indiánským spojencům Francouzů infikované přikrývky). Neštovice se přenášejí výhradně mezi lidmi a před příchodem Evropanů na americký kontinent byly zde chorobou zcela neznámou. Původní americká populace proto byla vůči nim mnohem citlivější nežli populace z kontinentů, kde se neštovice vyskytovaly již řadu generací.

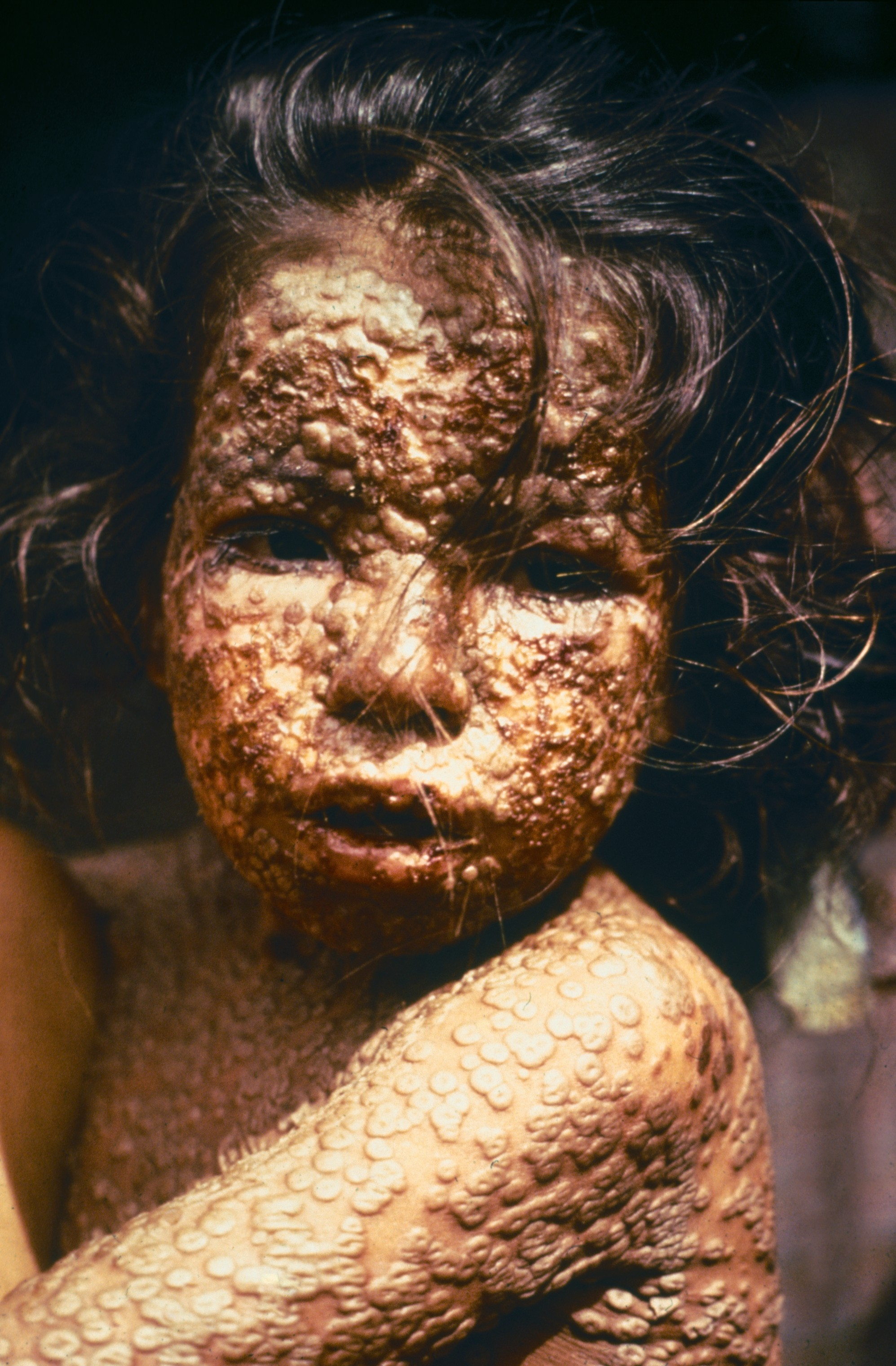
Dítě postižené neštovicemi

Okolnost, že se variola přenáší výhradně mezi lidmi, byla sice ve svých důsledcích pro zmíněné severoamerické indiány poměrně tragická, ale pro lidstvo velmi výhodná. Díky velmi účinnému očkování se totiž podařilo variolu jakožto zatím jedinou vážnou chorobu zcela eradikovat. Princip byl prostý: nemocné izolovat a veškeré jejich okolí proočkovat. Bylo to sice pracné a nákladné, ale účinné. Je to doposud jediná choroba, u které se to podařilo. U ostatních chorob tomu krom pracnosti a vysokých nákladů brání právě fakt, že mají své přirozené rezervoáry mezi divoce žijícími živočichy.
V současnosti se variola považuje za vymýcenou a řadu let se již očkování neprovádí. (Podle dostupných údajů skončilo například v České republice kolem roku 1979 – v ostatních zemích to bude obdobné.) Pokud by tedy byla tato choroba (nebo její uměle vytvořená mutace) použita jako biologická zbraň, mělo by to fatální následky. Existují sice zásoby očkovacích látek (například v USA pro potřeby armády, a dá se předpokládat, že podobně tomu bude v Rusku), ale jejich množství je omezené a případná výroba by jistě trvala delší dobu. Její dostupnost v ostatních zemích by byla spíše iluzorní. Existuje i riziko, že by se tento virus dal získat z hrobů zemřelých na tuto chorobu, kterých se po světě vyskytuje nepřeberně.

## Osobnosti zemřelé v důsledku Pravých neštovic
- Isabela Parmská
- Karel Josef Habsbursko-Lotrinský
- Johanna Gabriela Habsbursko-Lotrinská
- Marie Josefa Habsbursko-Lotrinská
- Alžběta Henrieta Hesensko-Kasselská
- Marie Tereza Rakouská (1684–1696)
- Luisa Marie Teresa Stuartovna
- Vilém, vévoda z Gloucesteru

## Plané neštovice
Plané neštovice (Varicella) jsou vysoce nakažlivým onemocněním, které má pověst dětské nemoci, neboť většina lidí se nakazí již v útlém věku a prodělání choroby dotyčnému zajistí doživotní imunitu. Onemocní-li člověk dospělý, vede to obecně k těžšímu průběhu nemoci. Nemoc se velmi snadno šíří zejména vzdušnou cestou (vzdušnými proudy i na velkou vzdálenost), nebo přímým kontaktem. Infekčním materiálem je infikovaná kůže a respirační sekrety.

### Diagnóza
Díky typickému vzhledu silně svědících neštovic, které se po těle vyskytují v různém stádiu rozvoje, je určení diagnózy většinou snadné. V případě pochybností potvrdí diagnózu laboratorní průkaz protivirových protilátek třídy IgM a IgG v krvi pacienta.

### Příznaky a průběh choroby, léčení
Prvními příznaky (nemusí se ale dostavit, nebo mohou přijít až opožděně) jsou horečka, malátnost, bolesti hlavy. Po několika hodinách se objeví svědění kůže a její zarudnutí, které se rychle změní v charakteristické pupeny. Pupeny se postupně mění ve vodnaté svědivé puchýřky, na kterých během 4–6 hodin vznikají krusty. Vyrážka se vyskytuje jen na části těla (obvykle hlava, krk, záda a končetiny), nebo v těžších případech prakticky na celém těle, včetně víček, sliznice, dutiny ústní a pohlavních orgánů. Akutní onemocnění trvá 4–8 dnů. Je nutno dávat pozor na možné sekundární infekce, které by mohly proniknout do oslabené kůže a které jsou zpravidla nebezpečnější, než nemoc sama, jež se obecně považuje za hrozbu pouze pro novorozence a lidi starší 20 let (vyskytují se ale výjimky). Léčba spočívá v užívání různých mastí a pudrů na velmi svědivou kůži a v případných léčebných zákrocích proti sekundární infekci. Proti nemoci existuje účinná očkovací vakcína. V současné době většina lékařů nedoporučuje puchýřky něčím mazat, aby mohla kůže lépe dýchat (v ojedinělých případech může pudr puchýř ještě zvětšit) a urychlil se proces hojení. Lepší je použít dostupná antihistaminika (Aerius, Claritine, Fenistil apod.) pro potlačení svědění.

### Komplikace
Onemocnění planými neštovicemi během prvních pěti měsíců těhotenství může vést k poškození plodu. Dojde-li k nákaze matky kolem termínu porodu, bývá plod infikován a pokud si matka ještě nevytvořila protilátky, které by přešly na dítě, je novorozenec planými neštovicemi vážně ohrožen na životě. Po prvotní nákaze přetrvávají původci choroby v některých nervových buňkách v němé, latentní formě a infekce může být po letech či desetiletích znovu aktivována.

### Co dělat při průběhu neštovic
Dnes jsou již postupy, jak nemocnému ulevit. Zejména jde o:
- snahu o minimalizaci kontaktu puchýřů s vodou – ideální je postiženého rychle omýt a následně opatrně a velmi pečlivě osušit,
- nošení prodyšného bavlněného oblečení,
- udržení odstupu nemocného od ostatních zdravých jedinců – omezí se tím šíření neštovicového viru a zároveň se nemocný chrání před potenciální infekcí (jeho imunita je totiž během neštovic do značné míry oslabená)
- pečlivé mytí rukou a stříhání nehtů postiženého za účelem minimalizace zanícení puchýřů špínou z podnehtů a bakterií a virů na rukou
- ochranu postiženého před sluncem a vysokými teplotami – jde o faktory, které přispívají k šíření neštovic po těle
- zvážení, zdali je nutná návštěva lékaře – v mnoha případech postačí pouhá konzultace

## Kravské neštovice, objev vakcíny proti variole
Kravské neštovice napadají hovězí dobytek. Jejich původce byl v roce 1796 použit anglickým lékařem Jennerem jako imunizační agens proti pravým neštovicím. Povídá se, že jej k tomu zjištění (které ale již dávno byla známo mezi prostým lidem) přiměla slova jakési mladé venkovanky, která na jeho podezření, že je infikována Variolou odvětila: „Ale já přece nemůžu mít neštovice, vždyť jsem měla kravské“.
Variola je první nemocí, proti které byla objevena vakcína a následně aplikováno očkování. O jeho významu svědčí následující příklad: během prusko-francouzské války (1870–1871) zemřelo na variolu 23 000 francouzských vojáků, zatímco očkovaná pruská armáda takto ztratila 278 mužů.
V Československu bylo v roce 1919 očkování dětí proti variole uzákoněno jako povinné.